# Kostky jsou vrženy (Star Trek: Stanice Deep Space Nine)
Kostky jsou vrženy (v anglickém originále The Die Is Cast) je v pořadí dvacátá první epizoda třetí sezóny seriálu Star Trek: Stanice Deep Space Nine. Je přímým pokračováním předchozí epizody „Z neznámých důvodů“.
Garak musí vyslechnout Oda, aby dokázal svoji loajalitu ke svému bývalému mentorovi, zatímco v plném proudu probíhá útok Tal Shiaru a Obsidiánského řádu na Tvůrce.

## Příběh
Kolem Deep Space Nine prolétává cardassijsko-romulanská flotila, na volání ze stanice nereaguje a celá mizí v červí díře do Gamma kvadrantu. Tajné služby obou národů, Obsidiánský řád a Tal Shiar, se totiž spojily, aby podnikly zničující útok na Tvůrce a Dominion.
Na vedoucí lodi flotily, která dohromady čítá 20 plavidel, se nachází Elim Garak s Odem, kteří se vydali hledat Enabrana Taina, Garakova mentora a bývalou hlavu Obsidiánského řádu. Tain poručí svému chráněnci vyslechnout konstábla, aby jim sdělil všechny dostupné informace o Tvůrcích. I když se krejčí zdráhá, začne Oda vyslýchat. Ten mu však nemá co víc říct, sám o svých lidech, Tvůrcích, prakticky nic neví. Garak jako zkušený vyšetřovatel se snaží ignorovat své přátelské pocity a díky speciálnímu zařízení, které Odovi znemožňuje změnit se do tekutého stavu, jej mučí. Nakonec se mu však Oda zželí a zařízení vypne.
Flotila bez problému dorazí do mlhoviny Omarion k domnělé planetě Tvůrců, zde je však překvapí 150 jem'hadarských lodí, které na alianční plavidla tvrdě zaútočí. Garak s Odem při útěku k runaboutu zjistí, že romulanský plukovník Lovok, který s Tainem flotilu vedl, byl ve skutečnosti měňavec a celé to byla pouze past. S plánem zaútočit na Dominion přišel sám Tain a Tvůrci pouze využili možnosti. Touto akcí, kdy zničili operační síly tajných služeb dvou mocností, zbývá Tvůrcům v Alfa kvadrantu jako hrozba pouze Klingoni a Spojená federace planet. Garak chce vyzvednout ze zničeného můstku Taina, ten však odmítá jít. Odo s Garakem tedy prchají na palubě malého runaboutu, který ale nemá proti jem'hadarským lodím šanci.
Mezitím na Deep Space Nine dostane komandér Sisko nařízeno, aby s Defiantem hlídal ústí červí díry a Bajor. I přes tyto rozkazy však s lodí vstoupí do Gamma kvadrantu, aby našel svého bezpečnostního důstojníka. Zde však nadporučík Eddigton, podléhající přímo viceadmirálu Toddmanovi, sabotuje maskovací zařízení Defiantu, aby komandéra přiměl k návratu zpět ke stanici. Náčelník O'Brien však systém opraví a s několikahodinovým zdržením se loď vydá k mlhovině Omarion. Tam přiletí do bitvy právě včas, aby z runaboutu transportoval Oda a Garaka. Poté se Defiant vrátí zpět k červí díře a na stanici, kde se dozví, že tentokrát je viceadmirál Toddman nedá v vojenskému soudu.

## Zajímavosti
- V této epizodě je v pořadí druhá zmínka o faktu, že Jem'Hadarové jsou geneticky navrženi k závislosti na určité droze.
- Odo poprvé vysloví přání vrátit se ke svým lidem. Tato skutečnost hraje velkou roli během šesté a sedmé řady seriálu.
- Z vedoucího romulanského válečného ptáka se zachrání pouze Odo a Garak, Enabran Tain zůstane na můstku a je pravděpodobně zabit.